# Universidad César Vallejo
La Universidad César Vallejo (UCV) es una universidad peruana privada ubicada en la ciudad de Trujillo (Perú), en la costa de la región de La Libertad.
La universidad lleva el nombre del poeta peruano César Vallejo. Fue fundada el 12 de noviembre de 1991 por César Acuña. 
Su sede se encuentra en el distrito de Víctor Larco Herrera, en la ciudad de Trujillo, y tiene filiales en Chiclayo, Piura, Chimbote, Tarapoto, Callao y Lima. Actualmente tiene más de 100 mil estudiantes en 9 campus. Está afiliada a la Unión de Responsabilidad Social Universitaria de Latinoamérica (URSULA).

## Facultades

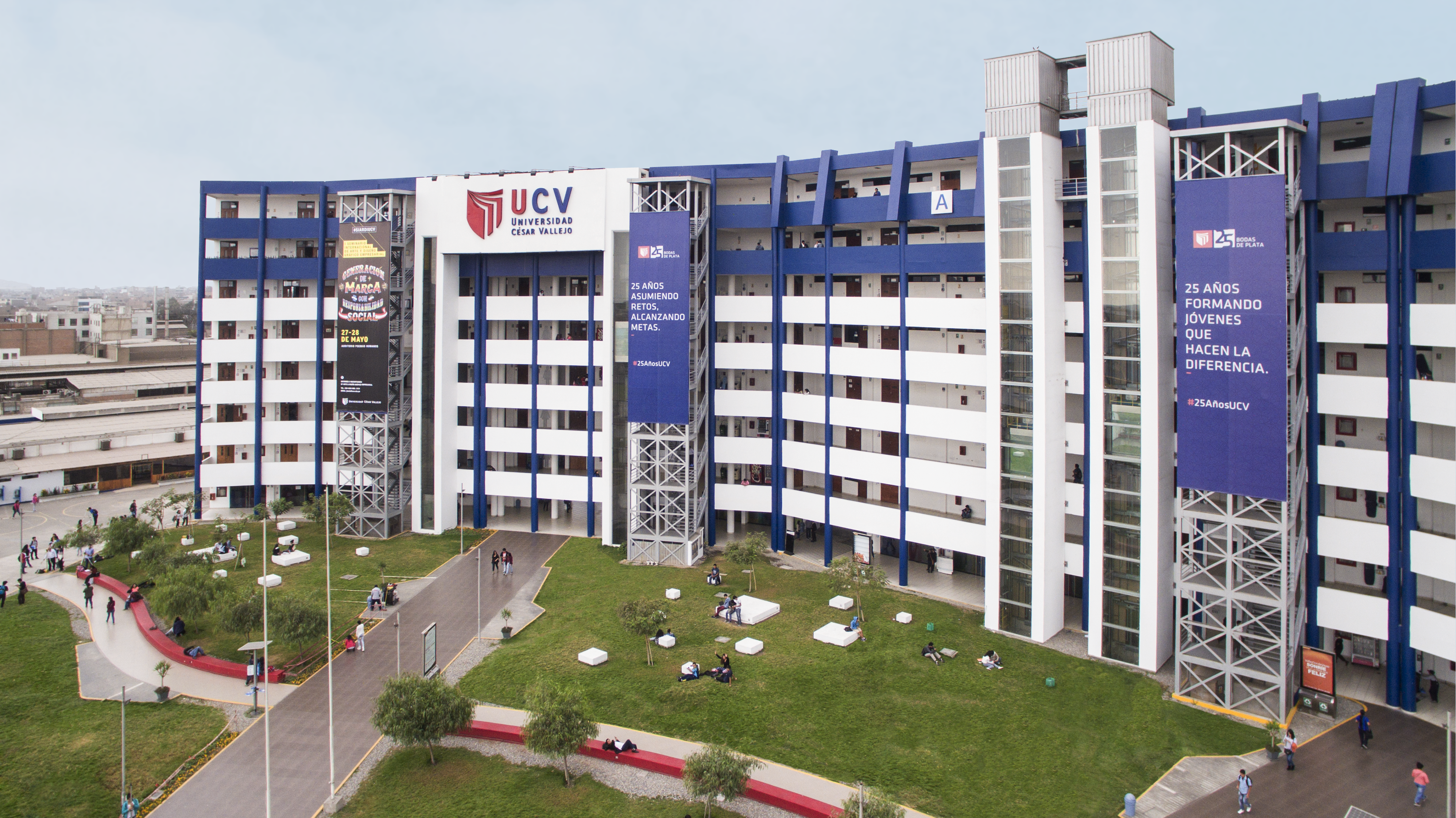
Vista de la universidad en Los Olivos (Lima).

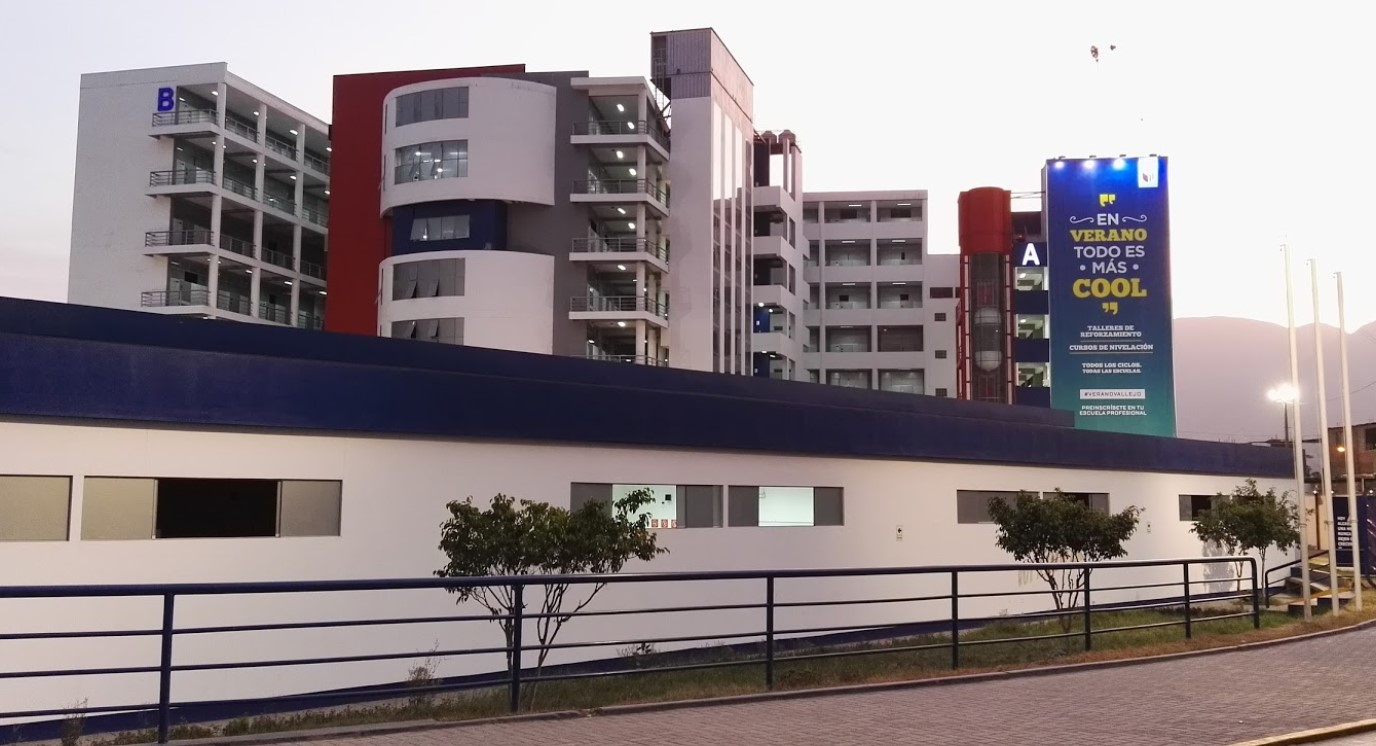
Vista de la universidad en SJL (Lima).

### Facultad de Ingeniería
- Ingeniería industrial
- Ingeniería agroindustrial
- Ingeniería civil
- Ingeniería de sistemas
- Ingeniería ambiental
- Ingeniería empresarial
- Ingeniería mecánica eléctrica
- Ingeniería de minas
- Ingeniería Espacial

### Facultad de Ciencias de la Salud
- Medicina
- Enfermería
- Psicología
- Estomatología
- Nutrición

### Facultad de Estudios de Comunicación
- Ciencias de la comunicación

### Facultad de Ciencias de la Salud
- Obstetricia

### Facultad de Derecho y Humanidades
- Educación preescolar
- Educación primaria
- Traducción e Interpretación
- Ciencias del Deporte
- Psicología

### Facultad de Ciencias Empresariales
- Administración
- Contabilidad
- Administración en Turismo y Hotelería
- Administración y Marketing
- Economía

### Facultad de Derecho y Ciencias Políticas
- Derecho

### Facultad de Arquitectura
- Arquitectura

## Rankings académicos
Para evaluar el desempeño de las universidades a nivel nacional y mundial, los rankings de clasificaciones académicas ubican a las instituciones de acuerdo a una metodología científica de tipo bibliométrica con criterios objetivos medibles y reproducibles: la reputación académica, la reputación de empleabilidad para los egresantes, la citas de investigación a sus repositorios y su impacto en la web. Del total de 92 universidades licenciadas en el Perú,
La UCV se ha ubicado regularmente dentro de los 30 primeros puestos a nivel nacional en determinados rankings universitarios nacionales e internacionales.
El rendimiento de los egresados de esta institución ha sido cuestionado por sus bajos índices de aprobación en exámenes como el ENAM, donde sus representantes logran puntajes considerablemente inferiores a los de la UNT o UPAO, universidades de la misma ciudad.

## Controversias
La universidad ha sido acusada de mal funcionamiento en cuanto al momento de aprobar las tesis de las maestrías de los alumnos.  Entre ellos existe el plagio de la tesis de la maestría del entonces presidente del Perú Pedro Castillo (siendo la denuncia hecha durante su gobierno) y la de la su esposa, Lilia Paredes. La UCV es investigada por la SUNEDU acerca de estas irregularidades.